# Vine, Vojnik
Vine so naselje v Občini Vojnik.